# Logroño-Agoncillo Airport
Logroño-Agoncillo Airport är en flygplats i Spanien.   Den ligger i provinsen Provincia de La Rioja och regionen La Rioja, i den nordöstra delen av landet, 250 km nordost om huvudstaden Madrid. Logroño-Agoncillo Airport ligger 348 meter över havet.
Terrängen runt Logroño-Agoncillo Airport är platt västerut, men österut är den kuperad. Logroño-Agoncillo Airport ligger nere i en dal som går i öst-västlig riktning. Runt Logroño-Agoncillo Airport är det ganska glesbefolkat, med 43 invånare per kvadratkilometer. Närmaste större samhälle är Logroño, 11,0 km väster om Logroño-Agoncillo Airport. Trakten runt Logroño-Agoncillo Airport består till största delen av jordbruksmark.